# Lac de Quaira
Le lac de Quaira (Arzkarsee en allemand) est un lac artificiel situé à 2 250 m dans la commune d'Ultimo dans le Tyrol du Sud. 

## Centrale hydroélectrique

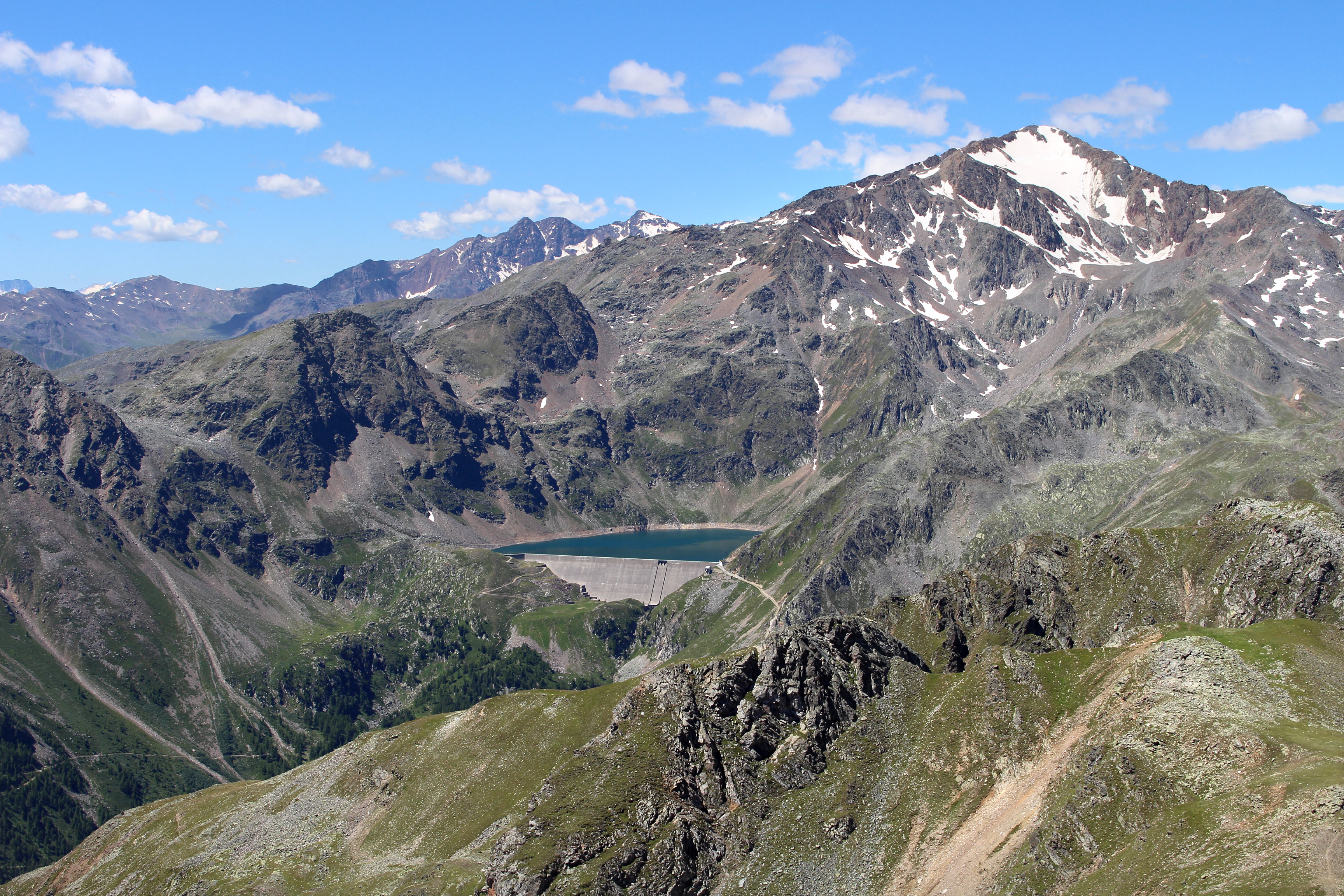
Vue sur le lac et le barrage.

Le barrage a été construit entre 1962 et 1969 et le lac résultant a une superficie d'environ 35 ha, une profondeur d'environ 80 m et un volume de 12,8 millions de m3. 
La centrale hydroélectrique reliée au lac utilise un saut de 357 m et une turbine Francis pour une puissance maximale de 42 MW et une production annuelle de 13 GWh. 
En aval de l’usine, l’eau est acheminée vers un autre conduit qui sera réutilisé dans l’usine de Santa Valburga avec celle provenant du lac de Fontaine Blanche. 